# Haßlach (flod)
Haßlach er en flod i Landkreis Kronach i Bayern i Tyskland. Den har sit udspring ved Haßlach ved Teuschnitz og munder efter cirka 35 km ud i Rodach ved byen Kronach.

## Navnet
Navnet Haßlach kommer fra Hasselbusken.

## Forløb
Haßlach løber gennem landsbyerne Haßlach (ved Teuschnitz), Förtschendorf, Rothenkirchen, Pressig, Neukenroth, Stockheim, Haßlach (ved Kronach), Gundelsdorf, Knellendorf og byen Kronach, hvor den munder ud i Rodach.
.